# يا إلهي، ساعدني على النجاة من هذا الحب القاتل
يا إلهي، ساعدني على البقاء على قيد الحياة هذا هو الحب القاتل ( (بالروسية: «Го́споди! Помоги́ мне вы́жить среди́ э́той сме́ртной любви́»)‏ Pomogi mne výzhit 'sredí étoy smértnoy lyubví . (بالألمانية: Mein Gott, hilf mir, diese tödliche Liebe zu überleben)‏، يشار إليها أحيانًا باسم القبلة الأخوية ( (بالألمانية: Bruderkuss)‏، هو رسم جرافيتي على جدار برلين من قبل ديمتري فروبيل، واحدة من أشهر اللوحات الجدارية على جدار برلين. تُصوِّر اللوحة، التي رسمت في عام 1990، ليونيد بريجينيف وإريك هونيكر في احتضان أخوي، مستنسخة صورة التقطت في عام 1979 خلال الاحتفال بالذكرى الثلاثين لتأسيس الجمهورية الديمقراطية الألمانية.

## الصورة
التقطت الصورة المعروفة بواسطة ريجيس بوسو في برلين الشرقية في 7 أكتوبر 1979. تم إعادة نشرها على نطاق واسع. كان بريجنيف يزور ألمانيا الشرقية في ذلك الوقت للاحتفال بالذكرى السنوية لتأسيسها كدولة شيوعية. في 5 أكتوبر، وقعت ألمانيا الشرقية والاتحاد السوفياتي اتفاقًا مدته عشر سنوات لدعم المتبادل توفر بموجبه ألمانيا الشرقية سفن وآلات ومعدات كيماوية للاتحاد السوفيتي، وسيوفر الاتحاد السوفيتي الوقود والمعدات النووية لألمانيا الشرقية.